# John White Brockenbrough
John White Brockenbrough (* 23. Dezember 1806 in Richmond, Virginia; † 20. Februar 1877 in Lexington, Virginia) war ein US-amerikanischer Jurist und Politiker der Konföderierten Staaten.

## Werdegang
John White Brockenbrough, Sohn von Judith Robinson White und William Brockenbrough, studierte Jura an der Winchester Law School unter Henry St. George Tucker. Nach seiner Zulassung als Anwalt schlug er eine juristische Laufbahn ein. Brockenbrough war Staatsanwalt (engl. Commonwealth's Attorney) für Hanover County. Er wurde 1846 zum Bundesrichter am United States District Court for the Western District of Virginia ernannt, eine Stellung, die er bis 1860 innehatte. In dieser Zeit gründete er 1849 die Lexington Law School und wurde 1852 in das Kuratorium vom Washington College (heute Washington and Lee University) gewählt.
Brockenbrough war ein Befürworter der Sklavenhaltung, was ihn veranlasste sich politisch zu betätigen. In diesem Zusammenhang vertrat er 1861 Virginia als Delegierter im Provisorischen Konföderiertenkongress sowie im ersten und zweiten Konföderiertenkongress. Als Folge davon nominierte US-Präsident Abraham Lincoln John Jay Jackson junior als Bundesrichter um Brockenbrough zu ersetzen. Daraufhin war er nur im westlichen Teil von Virginia als Richter tätig, der zu den Konföderierten Staaten gehörte.
Nach dem Ende des Bürgerkrieges nahm Brockenbrough wieder seine Tätigkeit an der Lexington Law School auf. Im folgenden Jahr brachte ihn Robert Edward Lee, Präsident des Washington College, dazu, die Lexington Law School mit dem Washington College zu fusionieren und als Professor für Recht und Equity weiter zu unterrichten. Brockenbrough trat 1873 auf Grundlage von Gehaltsstreitigkeiten von seiner Stellung zurück.

## Familie
John White Brockenbrough heiratete 1835 Mary Colston Bowyer in Rockbridge County, Virginia. Das Paar hatte sieben gemeinsame Kinder:
- Willoughbty Newton Brockenbrough (* 4. Oktober 1842 in Lexington, Virginia; † 10. Januar 1919 in Hallsville, Missouri)
- Colonel John Bowyer Brockenbrough (* 6. April 1836, in Lexington, Virginia; † 15. November 1901 in Baltimore, Maryland)
- William Brockenbrough (* 10. Februar 1838)
- Edward Colston Brockenbrough (* 31. Januar 1841)
- Louisa Gardner Brockenbrough (* 30. Oktober 1844)
- Robert Lewis Brockenbrough (* 13. Oktober 1846 in Lexington, Virginia; † 26. April 1886 in Brunswick, Missouri)
- Frances Henry Brockenbrough (* 22. September 1850)

Seine Schwester war Judith White Brockenbrough McGuire, die Diary of a Southern Refugee, During the War, By a Lady of Virginia verfasste. Er war der Cousin von William Henry Brockenbrough.